# Haltérophilie aux Jeux africains de 2015
Navigation
Édition précédente Édition suivante
L’haltérophilie aux Jeux africains de 2015 a eu lieu du 7 au 9 septembre à la sale annexe du palais des sports de Kintélé à  Brazzaville. L'épreuve sert aussi de Championnats d'Afrique d'haltérophilie 2015.
Seules les médailles du total sont prises en compte pour les Jeux africains, les médailles de l'arraché et de l'épaulé-jeté sont prises en compte pour les Championnats d'Afrique.

## Tableau des médailles
| Rang | Nation              | Or | Argent | Bronze | Total |
| ---- | ------------------- | -- | ------ | ------ | ----- |
| 1    | Égypte              | 25 | 10     | 5      | 40    |
| 2    | Nigeria             | 8  | 16     | 8      | 32    |
| 3    | Tunisie             | 8  | 5      | 5      | 18    |
| 4    | Libye               | 2  | 4      | 5      | 11    |
| 5    | Maurice             | 2  | 1      | 2      | 5     |
| 6    | Algérie             | 0  | 4      | 2      | 6     |
| 7    | Kenya               | 0  | 2      | 4      | 6     |
| 8    | Seychelles          | 0  | 1      | 2      | 3     |
| 9    | Madagascar          | 0  | 0      | 6      | 6     |
| 10   | République du Congo | 0  | 0      | 3      | 3     |
| 11   | Cameroun            | 0  | 0      | 2      | 2     |
| 11   | Ghana               | 0  | 0      | 2      | 2     |
|      | Total               | 45 | 45     | 45     | 135   |

## Médaillés

### Hommes
| Event       | Or                         | Argent                       | Bronze                                    |       |       |
| 56 kg       | 56 kg                      | 56 kg                        | 56 kg                                     | 56 kg | 56 kg |
| ----------- | -------------------------- | ---------------------------- | ----------------------------------------- | ----- | ----- |
| Arraché     | Amine Bouhejba 108 kg      | Amor Fenni 103 kg            | Eric Andriantsitohaina 100 kg             |       |       |
| Épaulé-jeté | Amine Bouhejba 140 kg      | Rasaq Taniamowo 131 kg       | Eric Andriantsitohaina 130 kg             |       |       |
| Total       | Amine Bouhejba 248 kg      | Rasaq Taniamowo 231 kg       | Eric Andriantsitohaina 230 kg             |       |       |
| 62 kg       |                            |                              |                                           |       |       |
| Arraché     | Ahmed Ahmed Mohamed 132 kg | Ahmed Atef Moustafa 125 kg   | Alain Tojonirina Andriantsitohaina 115 kg |       |       |
| Épaulé-jeté | Ahmed Ahmed Mohamed 158 kg | Ahmed Atef Moustafa 156 kg   | Alain Tojonirina Andriantsitohaina 142 kg |       |       |
| Total       | Ahmed Ahmed Mohamed 290 kg | Ahmed Atef Moustafa 281 kg   | Alain Tojonirina Andriantsitohaina 257 kg |       |       |
| 69 kg       |                            |                              |                                           |       |       |
| Arraché     | Karem Ben Hnia 135 kg      | Ayenuwa Yinka 130 kg         | Ademola John Oginni 127 kg                |       |       |
| Épaulé-jeté | Karem Ben Hnia 173 kg      | Ayenuwa Yinka 170 kg         | Ademola John Oginni 162 kg                |       |       |
| Total       | Karem Ben Hnia 308 kg      | Ayenuwa Yinka 300 kg         | Ademola John Oginni 289 kg                |       |       |
| 77 kg       |                            |                              |                                           |       |       |
| Arraché     | Rami Bahloul 145 kg        | Mamdum Dickson Seldum 145 kg | Hani Maatoug Cheridi 138 kg               |       |       |
| Épaulé-jeté | Ibrahim Ramadhan 177 kg    | Rami Bahloul 175 kg          | Mamdum Dickson Seldum 175 kg              |       |       |
| Total       | Rami Bahloul 320 kg        | Mamdum Dickson Seldum 320 kg | Hani Maatoug Cheridi 298 kg               |       |       |
| 85 kg       |                            |                              |                                           |       |       |
| Arraché     | Ammar Hassan 157 kg        | Ali Kekli 155 kg             | Valery Nana Yakam 140 kg                  |       |       |
| Épaulé-jeté | Ali Kekli 197 kg           | Ammar Hassan 195 kg          | Micheal Anyolewachi 174 kg                |       |       |
| Total       | Ali Kekli 354 kg           | Ammar Hassan 352 kg          | Hossain Fardjallah 314 kg                 |       |       |
| 94 kg       |                            |                              |                                           |       |       |
| Arraché     | Ragab Abdelhay 160 kg      | Messaoud Saddem 150 kg       | Marwan Abdussalam El Ayyen 140 kg         |       |       |
| Épaulé-jeté | Ragab Abdelhay 205 kg      | Messaoud Saddem 183 kg       | Marwan Abdussalam El Ayyen 182 kg         |       |       |
| Total       | Ragab Abdelhay 365 kg      | Messaoud Saddem 333 kg       | Marwan Abdussalam El Ayyen 322 kg         |       |       |
| 105 kg      |                            |                              |                                           |       |       |
| Arraché     | Jaber Farhan 172 kg        | Abdelmoneim Ouaddani 161 kg  | Tchouden Tchamgoue Jaures 135 kg          |       |       |
| Épaulé-jeté | Jaber Farhan 205 kg        | Abdelmoneim Ouaddani 191 kg  | Joseph Ndubusi Paul 185 kg                |       |       |
| Total       | Jaber Farhan 377 kg        | Abdelmoneim Ouaddani 352 kg  | Joseph Ndubusi Paul 315 kg                |       |       |
| +105 kg     |                            |                              |                                           |       |       |
| Arraché     | Mohamed Ihsan 200 kg       | Ahmed Abdelaziz 185 kg       | Hamza Sanoun 150 kg                       |       |       |
| Épaulé-jeté | Mohamed Ihsan 242 kg       | Ahmed Abdelaziz 240 kg       | Pierrot Yvan Hilary 185 kg                |       |       |
| Total       | Mohamed Ihsan 442 kg       | Ahmed Abdelaziz 425 kg       | Pierrot Yvan Hilary 331 kg                |       |       |

### Femmes
| Event       | Or                                              | Argent                                          | Bronze                                               |       |       |
| 48 kg       | 48 kg                                           | 48 kg                                           | 48 kg                                                | 48 kg | 48 kg |
| ----------- | ----------------------------------------------- | ----------------------------------------------- | ---------------------------------------------------- | ----- | ----- |
| Arraché     | Heba Saleh Mahmoud Ahmed 70 kg                  | Zohra Chihi 68 kg                               | Monica Uweh 68 kg                                    |       |       |
| Épaulé-jeté | Heba Saleh Mahmoud Ahmed 88 kg                  | Monica Uweh 83 kg                               | Zohra Chihi 81 kg                                    |       |       |
| Total       | Heba Saleh Mahmoud Ahmed 158 kg                 | Monica Uweh 151 kg                              | Zohra Chihi 149 kg                                   |       |       |
| 53 kg       |                                                 |                                                 |                                                      |       |       |
| Arraché     | Elizabeth Onuah 85 kg Roilya Ranaivosoa 80 kg   | Basma Emad Ibrahim 78 kg                        | Ruth Baffoe 71 kg                                    |       |       |
| Épaulé-jeté | Basma Emad Ibrahim 104 kg                       | Roilya Ranaivosoa 103 kg                        | Elizabeth Onuah 103 kg Ruth Baffoe 86 kg             |       |       |
| Total       | Elizabeth Onuah 188 kg Roilya Ranaivosoa 183 kg | Basma Emad Ibrahim 182 kg                       | Ruth Baffoe 157 kg                                   |       |       |
| 58 kg       |                                                 |                                                 |                                                      |       |       |
| Arraché     | Onyeka Azike 83 kg                              | Ruby Malvina 80 kg Winny Chepngeno Langat 55 kg | Zeinab Mohamed 76 kg Marlene Sibelya Mbaloula 35 kg  |       |       |
| Épaulé-jeté | Ruby Malvina 109 kg Onyeka Azike 105 kg         | Winny Chepngeno Langat 65 kg                    | Zeinab Mohamed 101 kg Marlene Sibelya Mbaloula 40 kg |       |       |
| Total       | Ruby Malvina 189 kg Onyeka Azike 188 kg         | Winny Chepngeno Langat 120 kg                   | Zeinab Mohamed 177 kg Marlene Sibelya Mbaloula 75 kg |       |       |
| 63 kg       |                                                 |                                                 |                                                      |       |       |
| Arraché     | Esraa Elsayed 96 kg                             | Victoria Adesanmi 95 kg                         | Clementina Agricole 91 kg                            |       |       |
| Épaulé-jeté | Victoria Adesanmi 116 kg                        | Clementina Agricole 115 kg                      | Esraa Elsayed 112 kg                                 |       |       |
| Total       | Victoria Adesanmi 211 kg                        | Esraa Elsayed 208 kg                            | Clementina Agricole 206 kg                           |       |       |
| 69 kg       |                                                 |                                                 |                                                      |       |       |
| Arraché     | Sara Samir 102 kg                               | Winifred Eze Ndidi 90 kg                        | Mercy Apondi Obiero 70 kg                            |       |       |
| Épaulé-jeté | Sara Samir 132 kg                               | Winifred Eze Ndidi 120 kg                       | Mercy Apondi Obiero 100 kg                           |       |       |
| Total       | Sara Samir 234 kg                               | Winifred Eze Ndidi 210 kg                       | Mercy Apondi Obiero 170 kg                           |       |       |
| 75 kg       |                                                 |                                                 |                                                      |       |       |
| Arraché     | Otunlabilkis Abiodun 102 kg                     | Ghada Hassine 100 kg                            | Dina Khaled 98 kg                                    |       |       |
| Épaulé-jeté | Otunlabilkis Abiodun 130 kg                     | Ghada Hassine 122 kg                            | Dina Khaled 121 kg                                   |       |       |
| Total       | Otunlabilkis Abiodun 232 kg                     | Ghada Hassine 222 kg                            | Dina Khaled 219 kg                                   |       |       |
| +75 kg      |                                                 |                                                 |                                                      |       |       |
| Arraché     | Shaima Khalaf 123 kg                            | Maryam Usman 118 kg                             | Yosra Dhieb 112 kg                                   |       |       |
| Épaulé-jeté | Shaima Khalaf 155 kg                            | Maryam Usman 150 kg                             | Yosra Dhieb 135 kg                                   |       |       |
| Total       | Shaima Khalaf 123 kg                            | Maryam Usman 268 kg                             | Yosra Dhieb 247 kg                                   |       |       |